# 林田浩川
林田 浩川（はやしだ ひろかわ、1994年6月2日 - ）は、日本の映画監督、脚本家である。

## 経歴
神奈川県横浜市に生まれる。サンフランシスコ州立大学で映画学を専攻。日本語、英語、北京語、広東語を話す。
2020年からクリエイティブチームBABEL LABELに参加。

## 作品

### 短編映画
- 『TAKE THE NEXT BUS, HONEY』（2020） - 監督・脚本
- 『TYCOON』（2022）DIVOC-12作品 - 監督・脚本

### 長編映画
- 『青春18x2 君へと続く道』（2024） - 共同脚本

### テレビドラマ
- 『INFORMA（インフォーマ）』（2023） - 監督 5話・脚本 8話
- 『天狗の台所』（2023） - 監督 5話・7話

### MV
- 宇宙人『君はいつでも』（2023）